# Harlan Warde
Harlan Warde (Los Angeles, 6 novembre 1917 – Los Angeles, 13 marzo 1980) è stato un attore statunitense.
Ha recitato in quasi cento film dal 1941 al 1978 ed è apparso in quasi cento produzioni televisive dal 1952 al 1979.

## Biografia
Harlan Warde nacque a Los Angeles il 6 novembre 1917. Debuttò nel cinema con un ruolo non accreditato nel film I cavalieri del cielo (1941), e sul piccolo schermo nell'episodio No Gods to Serve della serie televisiva The Doctor, andato in onda il 5 ottobre 1952. Interpretò poi il ruolo di John Hamilton in 18 episodi della serie televisiva The Rifleman (1958-1962), dello sceriffo John Brannan in 5 episodi della serie Il virginiano (1964-1965), più altri due episodi con altri personaggi, e molti altri personaggi secondari in decine di serie televisive dagli anni cinquanta agli anni settanta.
La sua ultima apparizione sul piccolo schermo avvenne nell'episodio A Different Drummer della serie televisiva Agenzia Rockford, andato in onda il 13 aprile 1979, che lo vide nel ruolo di Evan Grange, mentre per il grande schermo l'ultima interpretazione risale al film L'estate della Corvette (1978), in cui interpretò un tenente della polizia di Las Vegas. Morì a Los Angeles, in California, il 13 marzo 1980.

## Filmografia

### Cinema
- I cavalieri del cielo (I Wanted Wings), regia di Mitchell Leisen (1941)
- Eroi nell'ombra (O.S.S.), regia di Irving Pichel (1946)
- Addio all'esercito (Buck Privates Come Home), regia di Charles Barton (1947)
- L'uomo dei miei sogni (It Had to Be You) Don Hartman e Rudolph Maté (1947)
- Oppio (To the Ends of the Earth), regia di Robert Stevenson (1948)
- Money Madness, regia di Sam Newfield (come Peter Stewart) (1948)
- Su di un'isola con te (On an Island with You), regia di Richard Thorpe (1948)
- Lady at Midnight (1948)
- Night Wind (1948)
- Sons of Adventure (1948)
- Egli camminava nella notte (He Walked by Night), regia di Alfred L. Werker (1948)
- La contessa di Montecristo (The Countess of Monte Cristo), regia di Frederick de Cordova (1948)
- Suprema decisione (Command Decision), regia di Sam Wood (1948)
- La strega rossa (Wake of the Red Witch), regia di Edward Ludwig (1948)
- Il mongolo ribelle (State Department: File 649) (1949)
- L'amante del gangster (Flaxy Martin) (1949)
- Mani lorde (The Undercover Man), regia di Joseph H. Lewis (1949)
- Omicidio (Homicide) (1949)
- I morti non parlano (Johnny Allegro), regia di Ted Tetzlaff (1949)
- La fonte meravigliosa (The Fountainhead), regia di King Vidor (1949)
- L'amore non può attendere (It's a Great Feeling), regia di David Butler (1949)
- Aquile dal mare (Task Force), regia di Delmer Daves (1949)
- Il dottore e la ragazza (The Doctor and the Girl), regia di Curtis Bernhardt (1949)
- Prison Warden (1949)
- Tokyo Joe, regia di Stuart Heisler (1949)
- Nessuna pietà per i mariti (Tell It to the Judge) (1949)
- Bill sei grande! (When Willie Comes Marching Home), regia di John Ford (1950)
- Non siate tristi per me (No Sad Songs for Me), regia di Rudolph Maté (1950)
- Customs Agent (1950)
- Prima colpa (Caged), regia di John Cromwell (1950)
- Giungla d'asfalto (The Asphalt Jungle), regia di John Huston (1950)
- David Harding, Counterspy (1950)
- The Magnificent Yankee, regia di John Sturges (1950)
- Il mistero del V3 (The Flying Missile) (1950)
- L'uomo che ingannò se stesso (The Man Who Cheated Himself) (1950)
- Figlio di ignoti (Close to My Heart), regia di William Keighley (1951)
- Lo squalo tonante (Operation Pacific), regia di George Waggner (1951)
- Le vie del cielo (Three Guys Named Mike), regia di Charles Walters (1951)
- Marmittoni al fronte (Up Front) (1951)
- I Was a Communist for the FBI (1951)
- Her First Romance, regia di Seymour Friedman (1951)
- Smuggler's Gold (1951)
- Avvocati criminali (Criminal Lawyer) (1951)
- I diavoli alati (Flying Leathernecks), regia di Nicholas Ray (1951)
- Ultimatum alla Terra (The Day the Earth Stood Still), regia di Robert Wise (1951)
- La vita che sognava (Boots Malone), regia di William Dieterle (1952)
- Banditi senza mitra (Loan Shark), regia di Seymour Friedman (1952)
- Sangue sotto la luna (Without Warning!) (1952)
- Nessuno mi salverà (The Sniper), regia di Edward Dmytryk (1952)
- Flat Top, regia di Lesley Selander (1952)
- L'altra bandiera (Operation Secret), regia di Lewis Seiler (1952)
- Il prezzo del dovere (Above and Beyond), regia di Melvin Frank e Norman Panama (1952)
- The Studebaker Story (1953)
- I perseguitati (The Juggler), regia di Edward Dmytryk (1953)
- Squadra omicidi (Vice Squad), regia di Arnold Laven (1953)
- Il cervello di Donovan (Donovan's Brain), regia di Felix E. Feist (1953)
- Operazione mistero (Hell and High Water), regia di Samuel Fuller (1954)
- Mandato di cattura (Dragnet), regia di Jack Webb (1954)
- Squadra investigativa (Down Three Dark Streets) (1954)
- Athena e le 7 sorelle (Athena), regia di Richard Thorpe (1954)
- Aquile nell'infinito (Strategic Air Command), regia di Anthony Mann (1955)
- Duello di spie (The Scarlet Coat), regia di John Sturges (1955)
- Piangerò domani (I'll Cry Tomorrow), regia di Daniel Mann (1955)
- Ore di angoscia (A Cry in the Night) (1956)
- Salva la tua vita! (Julie), regia di Andrew L. Stone (1956)
- Le ali delle aquile (The Wings of Eagles), regia di John Ford (1957)
- L'ultimo dei banditi (Last of the Badmen), regia di Paul Landres (1957)
- L'aquila solitaria (The Spirit of St. Louis) , regia di Billy Wilder (1957)
- Giacomo il bello (Beau James), regia di Melville Shavelson (1957)
- Il mostro che sfidò il mondo (The Monster That Challenged the World), regia di Arnold Laven (1957)
- Anonima omicidi (Chicago Confidential) (1957)
- I giganti toccano il cielo (Bombers B-52) (1957)
- Sayonara, regia di Joshua Logan (1957)
- Lama alla gola (Cry Terror!), regia di Andrew L. Stone (1958)
- La tua pelle brucia (Hot Spell) (1958)
- Infamia sul mare (The Decks Ran Red) (1958)
- I bucanieri (The Buccaneer), regia di Anthony Quinn (1958)
- Cominciò con un bacio (It Started with a Kiss), regia di George Marshall (1959)
- Gazebo (The Gazebo), regia di George Marshall (1959)
- Tanoshimi, è bello amare (Cry for Happy), regia di George Marshall (1961)
- A Public Affair (1962)
- Caccia al tenente (The Horizontal Lieutenant) (1962)
- Incident in an Alley (1962)
- Quella strana condizione di papà (Papa's Delicate Condition), regia di George Marshall (1963)
- Compagnia di codardi? (Advance to the Rear), regia di George Marshall (1964)
- Scusa, me lo presti tuo marito? (Good Neighbor Sam), regia di David Swift (1964)
- La zebra in cucina (Zebra in the Kitchen) (1965)
- Billie, regia di Don Weis (1965)
- Massacro a Phantom Hill (Incident at Phantom Hill) (1966)
- Un bikini per Didi (Boy, Did I Get a Wrong Number!), regia di George Marshall (1966)
- Il bandito nero (Ride to Hangman's Tree) (1967)
- Jerryssimo! (Hook, Line and Sinker), regia di George Marshall (1969)
- Tora! Tora! Tora!, regia di Richard Fleischer, Kinji Fukasaku e Toshio Masuda (1970)
- L'estate della Corvette (Corvette Summer) (1978)

### Televisione
- The Living Christ Series (1951)
- The Doctor – serie TV, episodio 1x07 (1952)
- Il cavaliere solitario (The Lone Ranger) – serie TV, 1 episodio (1952)
- Squadra mobile (Racket Squad) – serie TV, 1 episodio (1953)
- I Led 3 Lives – serie TV, 2 episodi (1954)
- Adventures of Falcon – serie TV, 1 episodio (1954)
- Hopalong Cassidy – serie TV, 1 episodio (1954)
- Waterfront – serie TV, 1 episodio (1954)
- Mr. & Mrs. North – serie TV, 1 episodio (1954)
- Dragnet – serie TV, 5 episodi (1954)
- General Electric Theater – serie TV, 1 episodio (1954)
- The Ford Television Theatre – serie TV, 1 episodio (1955)
- The Public Defender – serie TV, 1 episodio (1955)
- TV Reader's Digest – serie TV, episodi 1x09-1x17 (1955)
- Stage 7 – serie TV, episodio 1x17 (1955)
- Treasury Men in Action – serie TV, un episodio (1955)
- The Lineup – serie TV, 2 episodi (1954-1955)
- The Man Behind the Badge – serie TV, 2 episodi (1955)
- Schlitz Playhouse of Stars – serie TV, 1 episodio (1955)
- The Jack Benny Program – serie TV, 1 episodio (1956)
- Studio 57 – serie TV, 3 episodi (1954-1956)
- Cavalcade of America – serie TV, 3 episodi (1953-1956)
- You Are There – serie TV, 7 episodi (1953-1956)
- Scienza e fantasia (Science Fiction Theatre) – serie TV, episodi 2x15-2x25 (1956)
- Dr. Christian – serie TV, 1 episodio (1957)
- Telephone Time – serie TV, episodio 2x20 (1957)
- Men of Annapolis – serie TV, episodio 1x23 (1957)
- Navy Log – serie TV, episodio 3x02 (1957)
- Colt .45 – serie TV, 1 episodio (1957)
- Sugarfoot – serie TV, episodio 1x05 (1957)
- Code 3 – serie TV, 2 episodi (1957)
- Jane Wyman Presents the Fireside Theatre – serie TV, 3 episodi (1955-1957)
- Furia (Fury) – serie TV, 3 episodi (1955-1958)
- Alcoa Theatre – serie TV, 1 episodio (1958)
- State Trooper – serie TV, 1 episodio (1958)
- Flight – serie TV, episodio 1x07 (1958)
- Indirizzo permanente (77 Sunset Strip) – serie TV, episodio 1x11 (1958)
- The Rough Riders – serie TV, episodio 1x14 (1959)
- Rescue 8 – serie TV, episodio 1x23 (1959)
- The Californians – serie TV, 1 episodio (1959)
- Steve Canyon – serie TV, 1 episodio (1959)
- Il tenente Ballinger (M Squad) – serie TV, episodi 1x02-3x04 (1957-1959)
- The Fisher Family – serie TV, 1 episodio (1959)
- Man with a Camera – serie TV, episodio 2x01 (1959)
- Not for Hire – serie TV, episodi 1x07-1x34 (1959-1960)
- Mr. Lucky – serie TV, episodio 1x14 (1960)
- Gli intoccabili (The Untouchables) – serie TV, 1 episodio (1960)
- Ricercato vivo o morto (Wanted: Dead or Alive) – serie TV, episodio 2x32 (1960)
- The Millionaire – serie TV, 2 episodi (1956-1960)
- Io e i miei tre figli (My Three Sons) – serie TV, episodio 1x01 (1960)
- Alcoa Presents: One Step Beyond – serie TV, 1 episodio (1960)
- Avventure in fondo al mare (Sea Hunt) – serie TV, 2 episodi (1959-1961)
- Lock Up – serie TV, episodi 1x04-2x25 (1959-1961)
- Le leggendarie imprese di Wyatt Earp (The Life and Legend of Wyatt Earp) – serie TV, 2 episodi (1958-1961)
- The Brothers Brannagan – serie TV, 1 episodio (1961)
- Alcoa Premiere – serie TV, 1 episodio (1962)
- Lotta senza quartiere (Cain's Hundred) – serie TV, 1 episodio (1962)
- 87ª squadra (87th Precinct) – serie TV, 3 episodi (1961-1962)
- The Rifleman – serie TV, 18 episodi (1958-1962)
- Il carissimo Billy (Leave It to Beaver) – serie TV, 1 episodio (1962)
- Laramie – serie TV, 1 episodio (1963)
- Gli uomini della prateria (Rawhide) – serie TV, episodio 5x18 (1963)
- G.E. True – serie TV, episodi 1x03-1x22 (1962-1963)
- The Gallant Men – serie TV, episodio 1x23 (1963)
- Dakota (The Dakotas) – serie TV, episodio 1x17 (1963)
- Un equipaggio tutto matto (McHale's Navy) – serie TV, 1 episodio (1963)
- Carovane verso il West (Wagon Train) – serie TV, 1 episodio (1963)
- Sotto accusa (Arrest and Trial) – serie TV, episodio 1x08 (1963)
- Lassie – serie TV, 4 episodi (1959-1964)
- See How They Run – film TV (1964)
- The Andy Griffith Show – serie TV, 2 episodi (1963-1965)
- Slattery's People – serie TV, 1 episodio (1965)
- The Crisis (Kraft Suspense Theatre) – serie TV, 1 episodio (1965)
- Selvaggio west (The Wild Wild West) – serie TV, episodio 1x04 (1965)
- A Man Called Shenandoah – serie TV, episodio 1x13 (1965)
- Perry Mason – serie TV, 5 episodi (1958-1966)
- Per favore non mangiate le margherite (Please Don't Eat the Daisies) – serie TV, 1 episodio (1966)
- Il virginiano (The Virginian) – serie TV, 7 episodi (1963-1966)
- I sentieri del west (The Road West) – serie TV, episodio 1x07 (1966)
- Le spie (I Spy) – serie TV, 1 episodio (1966)
- Il fuggiasco (The Fugitive) – serie TV, 3 episodi (1966-1967)
- Dragnet – serie TV, 2 episodi (1967)
- Gli invasori (The Invaders) – serie TV, 1 episodio (1967)
- Iron Horse – serie TV, 2 episodi (1967)
- Mannix – serie TV, 1 episodio (1968)
- La grande vallata (The Big Valley) – serie TV, 11 episodi (1965-1969)
- Daniel Boone – serie TV, 1 episodio (1970)
- The Aquarians – film TV (1970)
- Colombo (Columbo) – serie TV, episodio pilota (1971)
- Difesa a oltranza (Owen Marshall, Counselor at Law) – serie TV, 1 episodio (1971)
- F.B.I. (The F.B.I.) – serie TV, 6 episodi (1966-1971)
- Bonanza – serie TV, 8 episodi (1962-1972)
- Ironside – serie TV, 1 episodio (1974)
- A tutte le auto della polizia (The Rookies) – serie TV, 1 episodio (1974)
- Isis – serie TV, 1 episodio (1975)
- Agenzia Rockford (The Rockford Files) – serie TV, 1 episodio (1979)